# Скуоле Сан Пјер Лагуна (Равена)
Скуоле Сан Пјер Лагуна је насеље у Италији у округу Равена, региону Емилија-Ромања.
Према процени из 2011. у насељу је живело 41 становника. Насеље се налази на надморској висини од 30 м.